# Luzzi
Luzzi ist eine italienische Gemeinde in der Provinz Cosenza in der Region Kalabrien mit 8735 Einwohnern (Stand 31. Dezember 2023).

## Lage und Daten
Luzzi liegt 28 km nördlich von Cosenza.
Die Nachbargemeinden sind Acri, Bisignano, Lattarico, Montalto Uffugo und Rose.

## Sehenswürdigkeiten
Auf dem Gebiet der Gemeinde befindet sich die Abbazia di Sambucina, die erste Gründung eines Zisterzienserklosters in Kalabrien. Santa Maria della Matina ist ein ehemaliges Benediktinerkloster, es liegt nördlich der Abbazia di Sambucina. Das Kloster ist heute in ein Landsitz umgewandelt und hat somit sein ursprüngliches Aussehen verloren.
Eine Kirche aus dem Jahr 1166 wurde im 17. Jahrhundert wieder aufgebaut.
Die Gemeinde ist überregional bekannt durch die jährliche Austragung der Läufe Ende September zur nationalen Meisterschaft in der Disziplin Bergrennen. Die Strecke führt von Luzzi hinauf ins Silagebirge und wird im Rahmen der TIVM – Trofeo Italiano Velocità Montagna – ausgetragen.

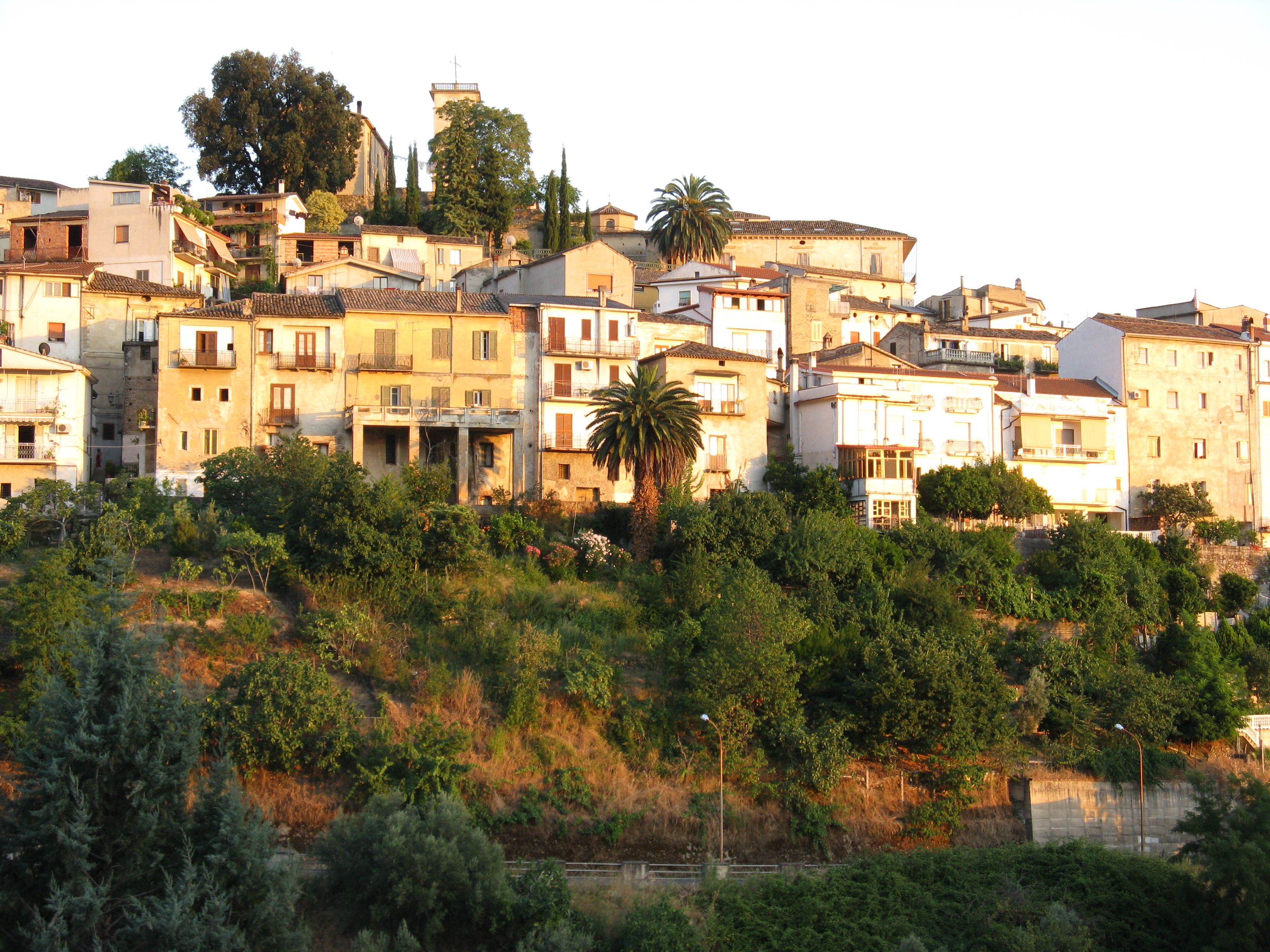
Blick in einen Teil der Altstadt

## Persönlichkeiten
- Giuseppe Firrao (1670–1744), Diplomat des Heiligen Stuhls, Bischof von Aversa und Kardinalstaatssekretär